# 쿠딤카르
쿠딤카르(러시아어: Кудымкар, 코미페르먀크어; Кудымкар)는 코미페르먀크의 중심 도시였다. 카마 강의 지류인 인바 강과 쿠바 강의 합류 지점에 위치해 있다. 2001년 인구는 34,500명이다. 이 지역은 2005년 12월 1일부터 페름 지방의 한 도시가 되었다.
페름으로부터는 201km떨어져 있다.

## 역사
1472년, 페름을 포함한 이곳 일대가 러시아에 병합되었다.
1579년의 사료에서 쿠딤카르의 언급을 볼 수가 있다. 16세기부터 러시아인의 이주가 시작되었고, 17세기에는 쿠딤카르는 코미의 중심이 되었다.
1908년, 쿠딤카르의 인구는 1,192명이었다.
1925년, 코미페르먀크행정의 중심이 되었고 1938년에 도시로 등록되었다.

## 주민
주민의 64%가 코미페르먀크인, 33%가 러시아인이다.